# استیون دا کوستا
استیون دا کوستا (انگلیسی: Steven Da Costa؛ متولد ۲۳ ژانویه ۱۹۹۷) کاراته کا فرانسوی است. وی در مسابقات کاراته قهرمانی جهان ۲۰۱۸ که در مادرید، اسپانیا برگزار شد، در وزن ۶۷ کیلوگرم مردان به مدال طلا دست یافت. وی به عنوان نماینده فرانسه در بازی‌های المپیک تابستانی ۲۰۲۰ در توکیو، ژاپن، مدال طلا به دست آورد.

## دستاوردها
| سال  | رقابت                   | محل                    | رتبه بندی | رویداد            |
| ---- | ----------------------- | ---------------------- | --------- | ----------------- |
| ۲۰۱۵ | بازی‌های اروپایی         | باکو، آذربایجان        | دوم       | کومیته ۶۷ کیلوگرم |
| ۲۰۱۶ | مسابقات قهرمانی اروپا   | مون پلیه، فرانسه       | یکم       | کومیته ۶۷ کیلوگرم |
| ۲۰۱۶ | مسابقات قهرمانی اروپا   | مون پلیه، فرانسه       | یکم       | کومیته تیمی       |
| ۲۰۱۶ | قهرمانی جهان            | لینتس، اتریش           | سوم       | کومیته ۶۷ کیلوگرم |
| ۲۰۱۶ | قهرمانی جهان            | لینتس، اتریش           | سوم       | کومیته تیمی       |
| ۲۰۱۷ | مسابقات قهرمانی اروپا   | ازمیت، ترکیه           | دوم       | کومیته تیمی       |
| ۲۰۱۷ | بازی‌های جهانی           | وروتسواو، لهستان       | یکم       | کومیته ۶۷ کیلوگرم |
| ۲۰۱۸ | قهرمانی جهان            | مادرید، اسپانیا        | یکم       | کومیته ۶۷ کیلوگرم |
| ۲۰۱۹ | مسابقات قهرمانی اروپا   | گوادالاخارا، اسپانیا   | یکم       | کومیته ۶۷ کیلوگرم |
| ۲۰۲۱ | مسابقات قهرمانی اروپا   | پرچ، کرواسی            | سوم       | کومیته ۶۷ کیلوگرم |
| ۲۰۲۱ | بازی‌های المپیک تابستانی | توکیو، ژاپن            | یکم       | کومیته ۶۷ کیلوگرم |
| ۲۰۲۱ | قهرمانی جهان            | دبی، امارات متحده عربی | یکم       | کومیته ۶۷ کیلوگرم |